# Révész Károly
Révész Károly, Reisz (Bihardiószeg, 1868. november 27. – Eger, 1951. október 11.) egri érseki képezdei tanár, iskolaigazgató, Révész Lajos pap és tanár testvére. 

## Életútja
Reisz Teodor pintér és Csoma Ágnes fiaként született.
Tanulmányait a Bihar vármegyei Diószegen és 1885 és 1888 között Nagyváradon Szent-József alapítványos növendékként a premontrei gimnáziumban, valamint a királyi katolikus tanítóképzőben végezte. Reisz családi nevét 1887-ben változtatta Révészre. 1888-től az Esztergom megyei Bélán és Muzslán segédtanítóként működött. 1889-ben tanítói oklevelet szerzett, majd Kisjenőn, 1890-től a Szilágy megyei Tasnádon volt kántortanító. 1891 és 1894 között a budapesti Pedagógiumban mennyiség- és természettudomány szakos polgári iskolai, tornatanítói és tűzoltótiszti tanfolyamot végzett, a hatvani állami polgári iskola tanítója volt. 1895 novemberében Egerben az iparostanonc iskola igazgatója, 1898 augusztusától az egri római katolikus tanítóképző mennyiségtan, fizika és kémia tanára is volt. 1901. július 1-től véglegesített rendes tanár lett. Résztvett a tanítóképző-intézeti tanárok tanfolyamán 1904-ben, ahol a filozófiából és a mennyiségtanból tartott előadásokat hallgatta. 1899 és 1907, illetve 1915 és 1918 között az angolkisasszonyok tanítóképzőjének óraadó tanáraként működött. 
Az ő sürgető kéréseinek eredménye, hogy a különben párját ritkító gazdag fizikai és kémiai szertárt, melyből azonban az újabb kívánalmaknak megfelelő eszközök hiányoztak, Katinszky Gyula prépost, kanonok, egyházmegyei főtanfelügyelő kb. 6000 korona értékű tanítási eszközzel kiegészítette; villannyal, kapcsolótáblával, vízvezetékkel, megfelelő padokkal fölszerelt előadó teremmel látta el. Szervezett és vezetett sok tanulmányi kirándulást. A növendékek részére pedig 1910-ben megalapította a Lavotta-zenekört és annak ügyeit nagy szorgalommal és ambícióval intézte és a zenekör hangversenyeivel sok dicsőséget szerzett intézetének. Összesen 37 évig működött a tanügy terén, amelyből 30 évet az egri érseki római katolikus tanítóképzőben töltött. Buzgó tanári munkássága elismeréséül az érsek Révész Károlynak a tanítóképzőintézeti igazgatói
címet adományozta. 
Az Egri Katolikus Kör és az Egri Dalkör tagja volt.
1896. szeptember 21-én Egerben feleségül vette Gáspárdy Erzsébet Máriát, akitől később megözvegyült. Második felesége a nála 13 évvel fiatalabb Vojcsek Erzsébet Terézia Mária volt, akivel szintén Egerben kötött házasságot 1925. augusztus 17-én.

## Műve
- Jelentés Eger iparos tanonc isk. 1897/98-1899/900. évről. Közzétette. 1-3. db. Eger, 1898-1900.